# 1999 год в истории метрополитена
В этой статье перечисляются основные  события из истории метрополитенов в 1999 году. Полужирным шрифтом выделены открытия новых транспортных систем.

## События

### Первое полугодие
- 14 января — открыта 57-я станция Петербургского метрополитена «Старая Деревня».
- 7 марта — открыт Тегеранский метрополитен.
- 29 мая — открыты 6 станций Мюнхенского метрополитена: «Йозефсбург», «Крайллерштрассе», «Трудеринг», «Мосфельд», «Мессештадт Вест», «Мессештадт Ост». В Мюнхене теперь 92 станции.
- 30 мая — массовая давка на станции «Немига» Минского метрополитена[источник не указан 1756 дней].
- 10 июня — на станции Петербургского метрополитена «Сенная площадь» в 19 часов 40 минут рухнул железобетонный козырёк вестибюля. В результате происшествия погибли 7 человек.
- 27 июня — открыт метрополитен Катании.

### Второе полугодие
- 3 сентября — открыта 58-я станция Петербургского метрополитена «Крестовский остров».
- 17 сентября — открыта станция Софийского метрополитена «Опылченска».
- 17 октября — открыта станция Пражского метрополитена «Глоубетин».
- 11 декабря — открыта 161-я станция Московского метрополитена «Дубровка».